# 초코송이컵 카트라이더 7차리그
초코송이컵 카트라이더 7차리그는 오리온이 후원한 카트라이더 일곱번째 리그이다. 리그 표어는 "재미있는 도전"이다.

## 개요

### 일정
- 2007년 11월 17일 ~ 2008년 2월 17일

### 변경된 점
- 기존 126경기에서 161경기로 변경되었다.
- 기존 선취 방식으로 진행했던 경기를 선취 서바이벌 형식으로 변경하였다.

### 경기장
- 결승전 : 멜론 악스홀[2]

## 참가선수
- 6차리그 시드자 : 강진우, 문호준, 강석인, 강정민, 정선호, 장진형, 이재성

안기준, 허진형, 황석목, 김종련, 김준, 박성훈, 곽정호, 오명기, 유영혁, 김민섭,
신승혁, 문영석, 방기철, 이구응, 안한별, 장승우, 최현후, 전인권, 이상우, 김동주,
유임덕, 김강인, 김선일, 김진용, 임정빈(기권), 이석철

## 1라운드

### 예선
먼저 60Point를 얻는 선수가 1위, 그 이후에 60Point를 얻는 선수가 2위이다.
| 조  | 1라운드 예선 | 1라운드 예선 | 1라운드 예선 | 1라운드 예선 | 1라운드 예선 | 1라운드 예선 | 1라운드 예선 | 1라운드 예선 | 1라운드 예선 | 1라운드 예선 | 1라운드 예선 | 1라운드 예선 | 1라운드 예선 | 1라운드 예선 | 1라운드 예선 | 1라운드 예선 |
| A조 | 전인권       | 65           | 강진우       | 68           | 김진용       | 51           | 김민섭       | 28           | 곽정호       | 22           | 신승혁       | 13           | 허진형       | 1            | 안한별       | -7           |
| B조 | 유임덕       | 65           | 정선호       | 67           | 강정민       | 57           | 장승우       | 55           | 김준         | 45           | 오명기       | 31           | 김종련       | 2            | 이석철       | -40          |
| C조 | 문호준       | 66           | 김강인       | 63           | 이재성       | 42           | 이구응       | 25           | 박성훈       | 17           | 방기철       | 10           | 안기준       | 5            | 황석목       | 5            |
| D조 | 강석인       | 62           | 장진형       | 62           | 김선일       | 52           | 김동주       | 37           | 유영혁       | 25           | 최현후       | 23           | 이상우       | 12           | 문영석       | -8           |

### 결선
먼저 70Point를 얻는 선수가 1위, 그 이후에 70Point를 얻는 선수가 2위, 그 이후에 70Point를 얻는선수가 3위이다
| 1라운드 결선     |
| ---------------- |
| 강진우 74점(1위) |
| 장진형 78점(2위) |
| 문호준 71점(3위) |
| 유임덕 63점      |
| 강석인 56점      |
| 정선호 55점      |
| 김강인 30점      |
| 전인권 18점      |

## 2라운드

### 예선
먼저 60Point를 얻는 선수가 1위, 그 이후에 60Point를 얻는 선수가 2위이다.
| 조  | 2라운드 예선 | 2라운드 예선 | 2라운드 예선 | 2라운드 예선 | 2라운드 예선 | 2라운드 예선 | 2라운드 예선 | 2라운드 예선 | 2라운드 예선 | 2라운드 예선 | 2라운드 예선 | 2라운드 예선 | 2라운드 예선 | 2라운드 예선 | 2라운드 예선 | 2라운드 예선 |
| A조 | 강진우       | 65           | 전인권       | 62           | 이상우       | 56           | 김민섭       | 48           | 안기준       | 37           | 오명기       | 35           | 문영석       | 26           | 이석철       | -28          |
| B조 | 강석인       | 62           | 김선일       | 68           | 유임덕       | 59           | 강정민       | 51           | 김동주       | 45           | 신승혁       | 21           | 최현후       | 9            | 허진형       | -4           |
| C조 | 장진형       | 64           | 김진용       | 60           | 장승우       | 59           | 김강인       | 58           | 박성훈       | 29           | 안한별       | 24           | 방기철       | 16           | 황석목       | 6            |
| D조 | 문호준       | 66           | 정선호       | 66           | 김준         | 59           | 이재성       | 39           | 이구응       | 36           | 유영혁       | 27           | 곽정호       | 6            | 김종련       | -4           |

### 결선
먼저 70Point를 얻는 선수가 1위, 그 이후에 70Point를 얻는 선수가 2위, 그 이후에 70Point를 얻는선수가 3위이다
| 2라운드 결선     |
| ---------------- |
| 문호준 74점(1위) |
| 장진형 70점(2위) |
| 강석인 72점(3위) |
| 정선호 54점      |
| 전인권 53점      |
| 강진우 49점      |
| 김진용 31점      |
| 김선일 21점      |

## 와일드 카드전
| 와일드 카드전    |
| ---------------- |
| 유임덕 70점(1위) |
| 정선호 70점(2위) |
| 김선일 70점(3위) |
| 이재성 76점(4위) |
| 전인권 71점      |
| 김강인 70점      |
| 김진용 65점      |
| 장승우 45점      |

## 결승전
| 결승전              |
| ------------------- |
| 강석인 86점(우승)   |
| 강진우 69점(준우승) |
| 문호준 66점(3위)    |
| 이재성 32점         |
| 정선호 32점         |
| 유임덕 31점         |
| 김선일 24점         |
| 장진형 7점          |

## 대회 결과

### 라운드 우승자
- 1라운드 : 강진우
- 2라운드 : 문호준

### 최종 결과
- 우승 : 강석인
- 준우승 : 강진우
- 3위 : 문호준